# Stedelijk Museum

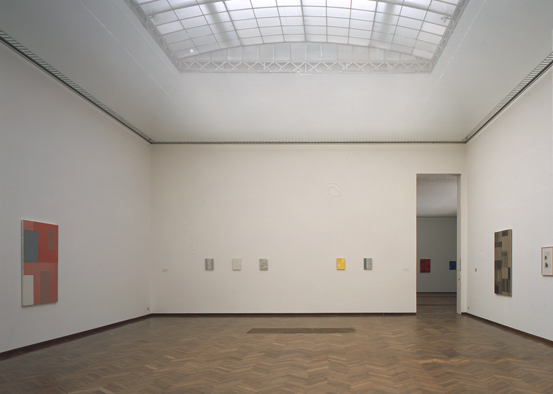
Una sala del museo

Lo Stedelijk Museum (lett. Museo urbano) è un museo di arte moderna e contemporanea internazionale di Amsterdam, nei Paesi Bassi, situato in Paulus Potterstraat, 13, nei pressi del Rijksmuseum e del Van Gogh Museum.
La collezione comprende una stanza dipinta da Karel Appel, un'ampia collezione di dipinti di Kazimir Severinovič Malevič e l'unica opera di Armando Reverón in un museo europeo.

## Sede
Il 1º gennaio 2004 l'edificio è stato chiuso al pubblico causa un massiccio intervento di ristrutturazione.
Il 16 maggio 2004 è stata aperta la sede temporanea "Stedelijk Museum CS", nell'edificio che precedentemente ospitava Post CS (la sede postale della Stazione Centrale). Il 1º ottobre 2008 la sede temporanea è stata chiusa e, in seguito, l'edificio Post CS è stato demolito.
Dopo una riapertura temporanea dall'agosto 2010 al gennaio 2011, il museo viene nuovamente inaugurato il 23 settembre 2012.

## Opere maggiori
Marc Chagall
- Il violinista, 1912-1913
- Autoritratto con sette dita, 1912-1913
- La donna incinta, 1913

Pablo Picasso
- Donna nuda davanti al giardino, 1956

Roy Lichtenstein
- As I Opened Fire, 1964

## Direttori
- Jan Eduard van Someren Brand 1895-1906
- Cornelis Baard 1906-1936
- David Roëll 1936-1945
- Willem Sandberg 1945-1963
- Edy de Wilde 1963-1985
- Wim Beeren 1985-1993
- Rudi Fuchs 1993-2003
- Hans van Beers (a.i.) 2003-2005
- Gijs van Tuyl 2005-2009
- Ann Golstien 2010-2013
- Beatrix Ruf 2014-2017
- Jan Willem Sieburgh 2017-